# Władcy Celebesu

## Władcy Celebesu

### Królowie Laiwui
- Tonggolowuta (legendarny król Laiwui na terenie Celebesu Południowo-Wschodniego ok. 900–920)
- Mandalangi I (ok. 920–940) [syn]
- Letelangi (ok. 940–960) [syn]
- Mandalangi II (ok. 960–980) [syn]
- Batilangi (ok. 980–1000) [syn]
- Siaralangi (ok. 1000–1020) [syn]
- Saenggalangi (ok. 1020–1050) [syn]
- Umalalangi (ok. 1050–1080) [syn]
- Dederalangi (ok. 1080–1100) [syn]
- Rundulangi (ok. 1100–1140) [syn]
- Botulangi (ok. 1140–1170) [syn]
- Ramalangi (ok. 1170–1180) [syn]
- Ramandalangi (ok. 1180–1200)
- We Tengriabeng (ok. 1200–1230)
- We Piti Dori (ok. 1230–1250)
- La Baso-Baso (ok. 1250–1270)
- La Isapa I (ok. 1270–1300)
- La Tamandalangi (ok. 1300–1320)
- Ohuku (ok. 1320–1350)
- Tandengu (ok. 1350–1370)
- La Huku (ok. 1370–1380)
- La Isapa II (ok. 1380–1400)
- Oheo (ok. 1400–1420) [syn Tandengu]
- La Rundulamoa (ok. 1420–1440)
- Bunggulawa (ok. 1440–1460)
- Tolindu (ok. 1460–1480)
- Lakidende (ok. 1480–1500)
- Onggabo (historyczny król (mokole) Laiwui ok. 1500–1530) [syn]
- Anamiandapo (ok. 1530–1540) [syn]
- Tanggolowuta (ok. 1540–1570) [brat]
- Elu Langgai  (ok. 1570–1600) [syn]
- Melamba I (ok. 1600–1620) [syn]
- Zależność od Luwu 1607-?, potem Ternate ?–1858
- Pati (ok. 1620–1640) [syn]
- Sangia Inato (ok. 1640–1660) [wnuk Elu Langgai]
- Maago (ok. 1660–1680)
- Sangia Ngginoburu (ok. 1680–1700)
- Sorumba (ok. 1700–1720) [brat Maago]
- Melamba II (ok. 1720–1740) [syn]
- Sendebunggu (ok. 1740–1770) [syn]
- Sea Tiningga (ok. 1770–1800) [syn]
- Te Bawo (ok. 1800–1830) [syn]
- Lapadu (ok. 1830–1858) [zięć]
- Lamanggu (ok. 1858–1871) [syn]
- Protektorat holenderski 1858–1905/6
- Sau-Sau (1871–1928; regencja 1871–1880) [syn]
- La Sandara (regent 1928–1933) [teść Tekaki]
- Tekaka (1933–1955) [syn Sau-Sau]

### WładcyGorontalo
- 7? nieznanych władców (przed 1300–1385)
- Zależność od Majapahitu przed 1360–1520
- Wadipalapa (radża Gorontalo na północnym wschodzie Celebesu ok. 1385–1427)
- Ulofi (1427–1450) [córka]
- Walango I (ok. 1450–1481) [syn]
- Polamolo I (1481–1490) [syn]
- Ntihedu (1490–1503) [córka]
- Detu (1503–1523) [syn]

To Tilajo (Górna) linia (muzułmańska)
- Amai (władca (negeri radża) 1523–1550) [syn]
- Zależność od Ternate 15??–1647
- Matolodulakiki (1550–1585) [syn]
- Pangoliwudaa (1585–1615) [syn]
- Molie (1615–1646) [syn]
- Eiato (1646–1674) [wdowa]
- Zależność od Ternate 16??–1677
- Polamolo II Tomito (1674–1686) [syn (adoptowany?)]
- Protektorat holenderski 1677/1824–1889
- Lepehulawa (1686–1735) [syn]
- Nuwa (1735–1767) [syn]
- Walango II (1767–1798?) [syn]
- Iskandar Bia (1790–1809) [syn]
- Tapu z Limbotto (wielokrotnie 1809)
- Hajdari (1809–1828) [syn]
- Protektorat brytyjski 1810–1816
- Walangadi (1828–1835) [bratanek]
- Wadipalapa (1836–1847) [stryj]
- Panjuroro (1847–1851) [syn Hajdari]
- Bui Monoarfa (1851–1856)

Linia Padungge (To Hulijalio (Dolna) linia)
- Padungge (władca (kompeni radża) 1530–1560) [syn Ntihedu]
- Tuliabu (1560–1578) [syn]
- Wulutileni (1578–1611) [córka]
- Mboheleo (1611–1632) [córka lub siostra]
- Bumulo (1632–1647) [kuzyn]
- Tiduhula (1647–1677) [wdowa; adoptowana córka Mboheleo]
- Bia (1677–1680; usunięty) [syn]
- Walangadi (1680–1718) [brat]
- Piola (1718–1737) [syn]
- Botutige (1737–1757) [brat]
- Iskandar Monoarfa (1757–1777; usunięty) [kuzyn]
- Interregnum 1777–1780
- Ubomongo (1780–1782) [syn Botutige]
- Pongoliwu Mbuingadaa (1782–1795) [syn Iskandara]
- Mbuingakiki Monoarfa (1795–1818) [bratanek]
- Muhammad Iskandar Pui Monoarfa (1818–1829) [syn]
- Lihawa Monoarfa (1829–1830) [brat]
- Abd al-Babi Jonggo (1830–1831) [bratanek]
- Bumulo (1831–1836; usunięty) [wnuk Mbuingakiki]
- Hasan Pui Monoarfa (regent 1836–1851) [syn Muhammada Iskandara]
- Abdullah Pui Monoarfa (1851–1859) [brat]
- Zajn al-Abidin Monoarfa (1859–1878) [bratanek]

Linia Bumulo
- Bumulo (1684–1742)
- Hulupango (1742–1770; abdykował; w Bone 1770) [brat]
- Kikio (1770–1772; usunięty)
- Lahai (1772–1783)
- Muhammad Tilahunga (1783–1784)
- Bilatula (1784–1793) [bratanek]
- Modanggu (1793–1800)
- Zajn ad-Din Abd ar-Rauf (1800–1810)
- Baruwadi (1810–1812)
- Kam ad-Din Iskandar Dżafar Naki (1812–1826)
- Mahmud Iskandar (1826–1835; usunięty) [syn]
- Muhammad Arszad (1835–1838) [bratanek]
- Hasan Pui Monoarfa (1838–1841)
- Muhammad Iskandar Hasan ad-Din (1841–1863) [kuzyn]

Linia Walangadu
- Pulu (1700–1750) [żona Lepehulawy z linii To Tilajo]
- Bia-uddin (1750–1777) [syn Lepehulawy z linii To Tilajo]
- Laja (1777–1782) [wnuk Pulu]
- Tilahunga (1782–1790) [brat]
- Tapu (ok. 1790–1800)
- Humonggilu (1800–1809)
- Dżafar Naki (1809–1812; usunięty, zmarł 1818)
- Pakaja (1812–1818)
- Abd ar-Rahman (1820–1826; usunięty)
- Muhammad Iskandar Monoarfa (1826–1828; usunięty)
- Abd ar-Rahman (2. panowanie 1828–1831; usunięty)
- Muhammad Arszad (1831–1835; w linii Bumulo)
- Iskandar Muhammad (1835–1836)
- Hadżi Abd al-Dżil (1836)
- Abd ar-Rahman (3. panowanie 1836–1855; usunięty)

### Sułtani Gowy
Niebiańska dynastia I
- 8 władców

Niebiańska dynastia II
- 12 władców

 (Niebiańska) dynastia III
- I-Taruballanga (legendarny władca (soma-ri) Gowy (Makasaru) w zachodniej części Celebesu Południowego ok. 1300–1320)
- Federacja 4, potem 9 państw ok. 1300–14??
- I-Massalangga (ok. 1320–1340) [syn]
- I-Puwang (ok. 1340–1360) [syn]
- I-Tunijataban-ri (ok. 1360–1380) [syn]
- Karaeng Puwanga (ok. 1380–1405) [syn]
- Tunitangkalopi (historyczny władca ok. 1405–1450) [syn]
- Batara Gowa I (ok. 1450–1480) [syn]
- I-Pakeretau (ok. 1480–1511) [syn]
- Matanro (1511–1547) [brat]
- Bonto (1547–1565) [syn]
- Marompa (1565) [brat]
- Mammeta (1565–1590) [syn]

Dualistyczne królestwo Gowa-Tallo 1590–1661
- Assulukalah (1590–1593; abdykował, zmarł 1617) [syn]
- Ala ad-Din (1593–1639; sułtan od 1605) [brat]
- Muhammad Malik as-Said (1639–1653) [syn]
- Muhammad Bakar Hasan ad-Din Makassarnja (1653–1669; abdykował, zmarł 1670) [syn] *Protektorat holenderski 1668–1810/1949
- Hamza (1669–1674) [syn]
- Muhammad Ali (1674–1677; usunięty, zmarł 1731) [syn]
- Fachr ad-Din Abd al-Dżalil (1677–1709) [brat]
- Szahab ad-Din Ismail (1709–1712; usunięty, zmarł 1724) [syn Muhammada Alego]
- Siradż ad-Din (1712–1739) [bratanek]
- Abd al-Chajr al-Mansur Szach (1739–1742) [wnuk Szachab ad-Dina]
- Abd al-Kudus (1742–1753; regencja 1742-ok. 1750) [brat]
- Karaeng Batara Gowa II Usman Fachr ad-Din (1753–1767; usunięty, zmarł 1795) [syn]
- Muhammad Imad ad-Din (1767–1769; usunięty, zmarł 1769) [syn Karaenga Majemanga, regenta Abd al-Kudusa]
- Zajn ad-Din (1769–1777; usunięty, zmarł 1778) [syn Siradż ad-Dina]

Sankilang (uzurpator 1777–1781; usunięty, zmarł 1785)
- Abd al-Hadi (1781–1810) [syn Zajn ad-Dina]
- Abd al-Chalik (1810–1814; usunięty)
- Protektorat brytyjski 1810–1816
- Abd al-Rauf (1814–1825)
- Abd ar-Rahman (1825; usunięty, zmarł 1845) [syn]
- Abd al-Kadir Muhammad Ajdid (1825–1893; regencja 1825–1844) [wnuk Abd al-Raufa]
- Muhammad Idrys (1893–1895) [syn]
- Husajn (1895–1906; usunięty, zmarł 1906) [syn]
- Interregnum 1906–1936
- Muhammad Tahir Muhib ad-Din (1936–1946) [brat]
- Muhammad Abd al-Kadir Ajd ad-Din (1946–1960; usunięty, zmarł 1978) [syn]
- Gowa włączona do Indonezji 1960

### Królowie Soppengu
- La Temmammala (król (soledatu) Soppengu w zachodniej części Celebesu Południowego ok. 1320–1350)
- La Maracinna (ok. 1350–1370) [syn]
- La Bang (na zachodzie ok. 1370–1400) [syn]
- We Tekewanua (ok. 1400–1420) [córka]
- La Makkanenga (ok. 1420–1450) [syn]
- La Karella (ok. 1450–1470) [syn]
- La Pawiseang (ok. 1470–1500) [syn]
- La Pasappoi (ok. 1500–1530) [syn]
- La Manussa (ok. 1530–1550) [syn]
- La De (ok. 1550–1570) [syn]
- La Sekati (ok. 1570–1590) [syn]
- La Mataesso (ok. 1590–1600) [brat]
- La Mappaleppe (ok. 1600–1609) [syn]
- Beowe (ok. 1609–1637) [syn]
- La Tenri-bali (1637–1676) [bratanek]
- La Tenri-senge Towesa (1676–1691; usunięty) [syn]
- We Adda (1691–1705) [siostra]
- La Tenri-senge Towesa (2. panowanie 1705–1707)
- La Patau (1707–1714) [bratanek]
- La Padang Sajati Towapawara Aru Palakka (1714–1720; usunięty; władca Bone) [syn]
- La Parappa (1720–1724; władca Bone) [brat]
- La Padang Sajati (2. panowanie 1724–1728)
- Bata-ri Toja (1728–1738; władczyni Bone) [siostra]
- La Mappasossong (1738–1749) [brat]
- La Tongang Aru Panjili Datu Lessoe (1749–1758) [brat]
- La Mappajanci (1758–1782) [wnuk La Mataesso]
- La Paonrowang Noah Datu Patiro (1782–1820; abdykował) [syn]
- La Onru (1820–1839; regencja do 1828) [syn]
- La Onrong Datu Lampula (1839–1848) [syn bratanka La Onru]
- To Lampeng Aru Sengkang Nenea I Tjalia (1848–1865)
- Protektorat holenderski 1860/1–1946
- Boso Batupute Abd al-Gani (1866–1895) [syn bratanka La Onru]
- Sitti Saenabe Aru Lapajung (1897–1940) [bratanek]
- Andi Wana (1940–1959; Bupati Soppeng 1957–1960; usunięty, zmarł 1961) [syn]
- Soppeng włączony do Indonezji 1950

### Władcy Limbotto
- Tolangohula (wódz zwierzchni (ibotu) Pięciu Plemion w północno-wschodniej części Celebesu Północnego ok. 1340–1360)
- Jilonggowa (ok. 1360–1380) [syn]
- Hulado (ok. 1380–1400) [syn]
- Nggealo (ok. 1400–1420) [siostra]
- Tobuto (ok. 1420–1450) [syn]
- Dataupapu (ok. 1450–1470) [syn]
- Mitu (ok. 1470–1500) [brat]
- Moito (ok. 1500; usunięty) [syn Dataupapu]
- Puluhulawa (ok. 1500–1525) [brat]

Radżowie To Hulijalo (Dolnego Limbotto)
- Piluhibuta (władca (kompeni radża) ok. 1525–1540) [syn Moito]
- Pulojoto (ok. 1540–1560) [syn]
- Apolo (ok. 1560–1580) [syn]
- Dulopo (ok. 1580–1600) [syn]
- Tilahunga (ok. 1600–1630) [syn]
- Momio (ok. 1630–1650) [syn]
- Pilohibuta (ok. 1650–1680) [syn]
- Pongaito (ok. 1680–1684) [syn]
- Protektorat holenderski 1681/1824–1889

Radżowie Ta To Tilajo (Górnego Limbotto)
- Datau (władca (negeri radża) 1536–1539) [syn Moito]
- Bia (1539–1551) [syn]
- Molie (1551–1562) [syn]
- Humonggiludaa (1562–1564) [syn]
- Detubia (1564–1566) [syn]
- Mitu (1566–1636) [brat]
- Delilauwo (1636–1660) [brat]
- Ntihedu (1660–1671) [syn Detubii]
- Ilato (1671–1673) [syn]
- Humonggilu (1673–1700) [syn]
- Protektorat holenderski 1681/1824–1889

### Sułtani Bone
- Mata Selompu (władca (arumpone) konfederacji Bone na terenie Celebesu Południowego ok. 1350–1366)
- La Wumasa Tomulaije Panra (ok. 1366–1398) [syn]
- La Saliwu Karaeng Pelua Pasadowakki (ok. 1398–1470) [bratanek]
- Zależność od Gowy ?–1667
- Marowa Makalappi Bisu-ri La Lanpili Patta-ri La We Larang (ok. 1470–1508) [córka]
- Sukki (ok. 1508–1535) [syn]
- Boti (ok. 1535–1560) [syn]
- Rawe (ok. 1560–1584) [syn]
- La Ica (1584–1595) [brat]
- La Patawang (ok. 1595–1602) [szwagier; wnuk Marowy]
- Tuppu (1602–1607; abdykowała) [córka]
- Adam (sułtan 1607–1608; usunięty, zmarł 1608) [mąż]
- Ala ad-Din (1608–1626; usunięty, zmarł 1630) [syn La Icy]
- Salih (1626–1643; usunięty) [syn Adama]
- To Sanrima (1643–1645)
- To Bala (regent z ramienia Gowy 1645–1660)
- Amali (regent z ramienia Gowy 1660–1667)
- Salih (2. panowanie 1667–1672; abdykował, zmarł 1678)
- Sad ad-Din (1672–1696) [bratanek]
- Idrys Azim ad-Din (1696–1714) [bratanek]
- Zajnab Zakijat ad-Din (1714–1715; abdykowała) [córka]
- Sulajman (1715–1720; usunięty) [brat]
- Zajnab Zakijat ad-Din (2. panowanie 1720; abdykowała)
- Szachab ad-Din Ismail (1720–1721; władca Gowy) [brat]
- Siradż ad-Din (1721–1724; abdykował; władca Gowy) [brat]
- Abd Allah Mansur (1724; abdykował, zmarł 1734) [brat]
- Zajnab Zakijat ad-Din (3. panowanie 1724–1738; regencja 1724–1728; abdykowała)
- I-Danradża Siti Nafisah Karaeng Langelo (sułtanka 1738–1741)
- Zajnab Zakijat ad-Din (4. panowanie 1741–1749)
- Abd ar-Razzak Dżalalad-Din (1749–1775) [brat]
- Ahmad as-Salih Szams ad-Din (1775–1812)
- Ismail Muhtadż ad-Din (1812–1823) [syn]
- Salima Radżiat ad-Din (sułtanka 1823–1835)
- Adam Nazim ad-Din (1835–1845) [brat]
- Ahmad Salih Muhji ad-Din (1845–1857)
- La Pamadanuka (1857–1860; usunięty) [syn]
- Pasimpa (1860–1871) [matka]
- Ahmad Idrys (1860–1871) [wnuk Ismaila Muhtadż ad-Dina]
- Protektorat holenderski 1861/5–1949
- Amati (regent 1871–1872; zmarł 1879) [brat]
- Fatima (1871–1895) [córka]
- La Pawawoi Karaeng Segeri (1895–1905; usunięty, zmarł 1911) [syn Ahmada Idrysa]
- Interregnum 1905–1931
- Ibrahim (1931–1946; abdykował, zmarł 1967) [wnuk Ahmada Saliha Muhji ad-Dina]
- Andi Pabenteng (1946–1950; usunięty, zmarł 1968) [wnuk La Pawawoi]
- Bone włączone do Indonezji 1950

### Władcy Luwu
- Batara Guru I (władca (datu, pagung-ri Luwu) Luwu na terenie Celebesu Południowego ok. 1350–1370)
- Batara Lattu (ok. 1370–1390) [syn]
- Sawerigading (ok. 1390–1410) [syn]
- Salinrunglangi (ok. 1410–1420) [bratanek]
- Simpurusiang (ok. 1420–1440) [brat]
- Patala Mea Anakaji (ok. 1440–1460) [syn]
- Tamba Balusu (ok. 1460–1480) [syn]
- Tanra Balusu (ok. 1480–1500) [syn]
- Tumpanangi (ok. 1500–1520) [syn]
- Batara Guru II (ok. 1520–1530) [syn]
- La Mariawa (ok. 1530–1540) [stryj]
- Datu Sao Lebbi (ok. 1540–1560) [syn Batary Guru II]
- Maningo ri-Bajo (ok. 1560–1570) [syn]
- Datu Maoge (ok. 1570–1580) [wdowa po Batarze Guru II]
- Opunna Rawe (ok. 1580–1601) [syn Datu Sao Lebbi]
- Muhammad Waliu Muzahir ad-Din La Pitiware (ok. 1601–1620) [syn]
- Somba Opu (ok. 1620–1630) [syn]
- Abdullah Muhji ad-Din (ok. 1630–1637) [brat]
- Ahmad Nasir ad-Din (1637–1662) [syn]
- Muhammad Muhji ad-Din (1662–1675; abdykował) [syn]
- Tollaore ri-Poloka (1675–1676) [wnuk]
- Muhammad Muhji ad-Din (2. panowanie 1676–1704)
- Muhammad Muizz ad-Din To Palaguna (1704–1713) [syn]
- Fatima Batara Tongke (1713–1719) [córka]
- Batari Toja (1719–1738) [bratanek]
- Aisza Bahjat ad-Din (władczyni 1738–1743; usunięta)
- Kaliku Bodoe (1743–1751) [syn Fatimy Batary Tongke]
- Aisza Bahjat ad-Din (2. panowanie ok. 1757-?)
- Abdullah La Tenri-pappang (?–1809) [syn]
- We Tenri-awaru (1809–1826) [syn]
- La Odanriwu Andi Beru (1826–1860) [syn]
- Abd al-Karim Top Baroe (ok. 1860–1879) [syn]
- Opu Anrongguru (królowa 1880–1883)
- Iskandar Aru Larompong (1883–1898)
- Andi We Kambo Opu Daeng Risompa (1898–1935) [ojciec Opu Anrongguru]
- Regencja 1935–1936
- Andi Jemma Baroe (1936–1946; usunięty) [syn]
- Andi Jelling (1946–1949)
- Andi Jemma Baroe (2. panowanie 1949–1957; usunięty, zmarł 1985)
- Luwu włączone do Indonezji 1957

### Królowie Suwawy
- Ige (królowa Suwawy na terenie Celebesu Południowego ok. 1350–1380)
- Dulanoali (ok. 1380–1390) [wnuk]
- Luadu (ok. 1390–1400) [brat]
- Buruali (ok. 1400–1410) [brat]
- Aidugia (ok. 1410–1420) [brat]
- Purubulawan (ok. 1420–1430) [brat]
- Ohito (ok. 1430–1450) [syn?]
- Maindoa (ok. 1450–1470)
- Mooduto I (ok. 1470–1500)
- Biini I (ok. 1500–1510)
- Bomboluawo (ok. 1510–1530)
- Tilagunde (królowa ok. 1530–1550)
- Gulimbala (ok. 1550)
- Dagutanga (ok. 1550–1570)
- Mooduto II (ok. 1570–1590)
- Mooluado (ok. 1590–1600)
- Aibugia (ok. 1600–1610)
- Dulandimo (ok. 1610–1620)
- Pongoliu (ok. 1620–1640)
- Gulanguma (ok. 1640–1650)
- Bouwa (ok. 1650–1660)
- Gintaelangi (ok. 1660–1680)
- Biini II (ok. 1680–1700)
- Bobigi (ok. 1700–1706)
- Tilombe (ok. 1706–1720)
- Pulubulawan (ok. 1720–1730)
- Bumbulo (ok. 1730–1746)
- Walango (ok. 1746–1798; w Gorontalo od 1767)
- Mogolaingo (ok. 1798–1800)
- Pulumodoiong (ok. 1800–1830)
- Humungo (ok. 1830–1839)
- Sapjatidien Iskandar Muhammad Wartabone Illahu (1839–1858)
- Abd al-Latif Muhammad Tengaho (1858–1870; usunięty, zmarł 1877)
- Interregnum 1870–1902
- Ahmad Adam (1902–1907)
- Dżahari Wartabone (regent 1907–1925)
- Jahja Udopu Camaru (ok. 1925-?)

### Władcy Suppy
- La Bombang (władca (dato) Suppy w zachodniej części Celebesu Południowego ok. 1370–1400)
- We Tekewanua (ok. 1400–1405) [bratanica]
- Panowanie Soppengu ok. 1405–1495
- We Tipulinge (ok. 1495–1510)
- Zależność od Gowy 14??–1667
- Le Teddung Loppo (ok. 1510–1530) [syn]
- La Putebulu (p. 1544-?) [syn]
- La Makkarawi (ok. 1559–1580) [syn]
- We Lampe Weluwa (ok. 1580–1608) [córka]
- Tosappae (królowa ok. 1608–1610) [z Gowy]
- La Pancaitana (ok. 1610–1620) [syn We Lampe Weluwy]
- La Passulle Daeng Buleang (ok. 1620–1640) [córka]
- La Tenrisessu (ok. 1640–1650) [syn]
- Tomanipie (ok. 1650–1660) [syn]
- We Tasi (ok. 1660–1665) [wnuczka Tosappae]
- La Tenritatta (ok. 1665–1670) [bratanek La Tenrisessu]
- La Dongkong (ok. 1670–1675) [syn]
- Todani (ok. 1675–1681) [syn We Tasi]
- La Toware (1681-ok. 1700) [syn La Tenritatty]
- La Pamessangi (ok. 1700–1740) [bratanek We Tasi]
- La Sangka (ok. 1740–1770) [syn]
- Ahmad (ok. 1770–1820) [bratanek]
- La Tenri (ok. 1820–1830) [syn]
- I Towakka Arung Kalibong (1830–1855) [syn]
- Basse Kajuwara (1860–1881) [wnuk Ahmada]
- I Madellung Arung Kajuwara (1881–1900) [córka]
- Andi Mappanjuki (1902–1905; usunięty; sułtan Bone jako Ibrahim 1931–1946; zmarł 1967) [bratanek]
- La Parenrengi (1905–1926)
- Andi La Makassau (1926–1938; abdykował, zmarł 1947) [syn]
- Andi Abdullah Bau Maseppe (1938–1947) [syn Mappanjuki]
- Andi Cinta (1947–1950)
- I Sudżi Karaeng Kadżene (1950–1959; usunięta, zmarła ok. 1992) [wdowa po Abdullahu]
- Suppa włączona do Indonezji 1950

### Władcy Barru
- To Pawalaie (władca (aru) Barru w zachodniej części Celebesu Południowego ok. 1400–1430)
- N.N. (pośmiertne imię: Kasuwaran) (ok. 1430–1460) [syn]
- N.N. (Daung Lesang) (ok. 1460–1490) [syn]
- N.N. (Data) (ok. 1490–1520)
- N.N. (Bulu) (ok. 1520–1550)
- N.N. (Lamuru) (ok. 1550–1580) [bratanek]
- N.N. (Ajuarae) (ok. 1580–1606) [syn]
- N.N. (Duwa-jenna) (ok. 1606–1620) [syn]
- Toriwetae-ri Bampang (ok. 1620–1650) [brat]
- N.N. (Gamecana) (ok. 1650–1680) [córka]
- I Limpo Daeng Manakko (ok. 1680–1700) [córka]
- La Malewai (Tana Maridie) (ok. 1700–1720) [syn]
- I Rakia Karaeng Agangjene (ok. 1720–1750) [córka]
- To Appo Arung Ujung (ok. 1750–1780) [syn]
- To Apsawe (Amalana) (ok. 1780–1815) [syn]
- Zależność od Sidenrengu 1814
- To Patarai (Masigina) (ok. 1815–1836)
- Tenri-pada Sita Aisza (1836–1875) [córka]
- I Batari Toja (1876–1908) [córka]
- I Jonjo Karaeng Limbangparang (1908–1955) [syn]
- Barru włączone do Indonezji 1955

### Władcy Wajo
- La Tenri-bali (władca (bataro Wajo) Wajo w zachodniej części Celebesu Południowego ok. 1400–1430)
- La Mataesso (ok. 1430–1470) [syn]
- La Patedungi (ok. 1470–1491) [syn]
- La Tanamare Puang ri-Magalatung (1491–1521) [potomek La Tenri-balego]
- La Tenri-pakkado to Nampe (1521–1535) [syn]
- La Temmasonge I (1535–1538)
- La Warani Togia (1538–1547)
- La Paguling (1547–1564)
- La Pakoko to Pabele (1564–1567) [syn La Tanamare]
- La Mangkace to Udama (1567–1607)
- La Sanguru Patau (1607–1612) [wnuk Tenri-pakkady]
- Mappepulu to Appamole (1612–1615) [syn La Pagulinga]
- La Samalewa to Appakiu (1615–1620)
- La Pakolongi to Ali (1620–1625; usunięty)
- To Pasawungi (1625–1626)
- La Pakolongi to Ali (2. panowanie 1626–1630)
- To Udama (1630–1632)
- La Isigajang to Bunna (1632–1643)
- To Panemmu (1643–1647) [prawnuk La Pagulinga]
- La Temmasonge II Puwanna Daeli (1647–1650)
- To Paremma to Arewo (1651–1659) [zięć La Pakolongi]
- La Tenri-ai to Sengngeng (1659–1670)
- La Palili to Malu (1670–1679)
- La Pariwusi (1679–1699)
- La Tenri-sessu to Timowe (1699–1701) [bratanek La Palili]
- La Matone to Sakke (1699–1700)
- La Galigo to Suni (1700–1709)
- La Werrung (1709–1713)
- La Salewangeng to Tenri-rua (1713–1736)
- La Madukkelleng (1736–1754; usunięty, zmarł 1765) [bratanek]
- La Madanaca (1754–1755)
- La Patau (1755)
- La Mappajung Ranreng (1756–1764)
- La Maliwungeng to Allewong (1764–1767)
- N.N.(?) (1767–1774)
- Aru Banrange (1774)
- La Tenri-tappe Ahmad Salih (1775–1795)
- La Mallaleleng (1795–1817)
- N.N.(?) (1817–1821)
- La Mamang Towapamadeng Puangna Raden Gallo (1821–1825)
- Interregnum 1825–1839
- La Paddaneng Puangna Padaguna (1839–1845)
- Interregnum 1845–1854
- La Pawellangi Pajungperoe Datu-ri-Akkajeng (1854–1859)
- La Cincing Karaeng Mangeppe (1859–1885)
- Protektorat holenderski 1860/1–1949
- Interregnum 1885–1887
- La Korong Arung Padali (1887–1891)
- La Passamula Datuk Lampulle (1892–1897)
- Iszak Manggabarani Karaeng Mangeppe (1900–1916)
- Interregnum 1916–1926
- La Oddang Datuk Larompong (1926–1933)
- Andi Mangkona Datuk Mario Riwawo (1933–1949; abdykował) [bratanek]
- Wajo włączone do Indonezji 1949

### Władcy Toli-Toli
Dynastia Wczesna
- Datu Amas (władca Toli-Toli w północnej części Celebesu Północnego przed 1440–1460)
- Datu Majo (ok. 1460–1480)
- Mahappa (ok. 1480–1500)
- Pollibutan (ok. 1500–1520)
- Sianjingan (ok. 1520–1540)
- Tantalius (ok. 1540–1560)
- Datu Alam (ok. 1560–1580)
- Balingalam (ok. 1580–1600)
- Tamadika Nijuwasikan (ok. 1600–1620)
- Dammu Gugijah (ok. 1620–1650)
- I Nai (ok. 1650–1680)
- Pagambalan (ok. 1680–1700)
- Daeng Bone (ok. 1700–1720)
- Nur ad-Din (ok. 1720–1740)
- Dako Liuwan (ok. 1740–1760)
- Timmun (ok. 1760–1780)
- Daeng Mabela (ok. 1780–1800)

Dynastia Późna
- Dżamal al-Alam (ok. 1800–1812)
- Jusuf Malatuang Szajf al-Mulk (ok. 1812–1856) [syn]
- Bantilan Safi ad-Din (ok. 1856–1867; abdykował) [syn]
- Abd al-Hamid (1867–1905) [syn]
- Ismail (1905–1918) [brat]
- Rada regencyjna 1918–1919
- Dżali Muhammad Salih (1919–1926; abdykował) [syn]
- Muhammad (regent 1927–1929; usunięty) [wnuk Abd al-Hamida]
- Matata Daeng Masese (regent 1929–1942)
- Muhammad (ponownie ok. 1944–1946; usunięty)

### Królowie Bolang-Mongondow
- Mokoduludut (król Bolang-Mongondow w północno-wschodniej części Celebesu Północnego ok. 1440–1460)
- Jajubangkai (ok. 1460–1480) [syn]
- Damopolii (ok. 1480–1510) [syn]
- Butiti (ok. 1510–1540) [syn]
- Makalolo (ok. 1540–1560) [syn]
- Mokodompit (ok. 1560–1580) [syn]
- Mokoagow (ok. 1580–1600) [syn]
- Tadohe (ok. 1600–1652)
- Loloda Mokoagow (1652–1691; usunięty, zmarł 1694) [syn]

Dynastia Manoppo
- Jacobus Manoppo I (1691–1730)
- Franciscus Manoppo (1731–1734)
- Salomon Manoppo (1735–1748; usunięty)
- Simon Damapolii (regent 1748–1756)
- Salomon Manoppo (2. panowanie 1756–1764)
- Egenus Manoppo (1764–1769) [syn]
- Christoffel (regent 1769–1772) [stryj]
- Markus Manoppo (regent 1772–1779)
- Manuel Manoppo (tylko sułtan 1779–1811) [syn Salomona]
- Cornelis Manoppo (1811–1829)
- Protektorat holenderski 1825/58–1905
- Ismael Manoppo (1829–1833) [syn]
- Jacobus Manoppo II (tylko sułtan 1833–1856) [syn Manuela]
- Adrianus Manoppo (1858–1862; usunięty) [syn Kornelisa]
- Johannes Manoppo (1862–1878; usunięty) [syn Jakobusa II]
- Abraham Sugeha (1878–1892) [wnuk po kądzieli Egenusa]
- Riedel Manuel Manoppo (1892–1902; usunięty) [syn Johannesa]
- Datu Cornelis Manoppo (1902–1927) [wnuk Adrianusa]
- Laurens Cornelis Manoppo (1927–1938; abdykował, zmarł 1958) [syn]
- Rada regencyjna 1938–1947
- Henry Jusuf Cornelis Manoppo (1947–1957; usunięty) [syn]

### Sułtani Tallo
- Karaeng Lowe-ri-Sero (władca (karaeng) Tallo w zachodniej części Celebesu Południowego przed 1500-?) [brat Tunitangkalopi, władcy Gowy]
- Tunilabu-ri-Suriwa (?–1511) [syn]
- Mangajowang-berang Tunipasuru (1511–1515) [syn]
- I Mapppatakang Kantana Daeng Padulu (?–1577) [syn]
- I Sambo Karaeng Patingaloan (1577) [córka]
- Tunijallo (1577–1590; władca Gowy) [mąż]
- Tepu-karaeng Daeng Parabung Tunipasulu Karaeng Asulukah (1590–1593; abdykował) [syn]
- Abd Allah (1593–1636; sułtan od 1605) [syn Padulu]
- Muzaffar (1636–1641) [syn]
- Harun ar-Raszid (1641–1673; regencja 1641-po 1655) [syn]
- Abd al-Kadir I (1673–1709)
- Sułtan Siradż ad-Din (1709–1714; abdykował, zmarł 1739) [syn]
- Nazim ad-Din (1714–1729) [brat]
- Sułtan Siradż ad-Din (2. panowanie 1729–1735; abdykował, zmarł 1739)
- Safi ad-Din (1735–1760) [brat]
- Tu Timoka Karaeng Sapanang (1760–1761; regencja 1760–1761; usunięty) [wnuk Nazim ad-Dina]
- Abd al-Kadir II (1761–1767) [syn bratanka Muzaffara]
- Siti Saliha I (1767–1777; abdykowała, zmarła 1778)
- Interregnum 1777–1778
- Sankilang (uzurpator 1778–1780)
- Panowanie holenderskie 1780–1811
- Panowanie brytyjskie 1811–1814
- Siti Saliha II (1814–1824) [córka Safi ad-Dina]
- Abd ar-Rauf (1824–1825; usunięty) [brat]
- Abd al-Kadir III Muhammad Ajdid (1825; regencja 1825) [prawnuk Sułtana Siradż ad-Dina]
- Abd ar-Rahman (1825–1845) [syn Abd ar-Raufa]
- Ajsza (1845–1850) [siostra]
- La Makkarumpa (1850–1856; usunięty, zmarł 1898; władca Lipukasi 1850–1898) [wnuk Abd ar-Rahmana]
- Holenderskie Indie Wschodnie podbijają Tallo 1856

### Władcy Attinggoli
- Linugu (władca Attinggoli na terenie Celebesu Północnego ok. 1500–1530)
- Kalumata (ok. 1530–1550)
- Pasila (ok. 1550–1570)
- Dugia (koregent ok. 1550–1570)
- Mollaunt (ok. 1570–1580)
- Gulomkon (ok. 1580–1620) [brat]
- Timbangon (ok. 1620–1650)
- Mokodite (ok. 1650–1670) [syn]
- Langi (władczyni ok. 1670–1700)
- Barend Dua’ulu (ok. 1700–1720)
- Ansaliueta (ok. 1720–1747) [syn]
- Adrian Patalima (1747–1768) [brat]
- Dirk Kolongkodu (regent 1768–1774; władca 1774-?)
- Biato
- Nako (przed 1800–1810; abdykował)
- Gubul (ok. 1810–1820)
- Kakatua (ok. 1820–1830)
- Bolongkodu Humagi (1830–1840)
- Iskandar Pamalo (ok. 1840–1841)
- Bolongkodu Iskandar Mao Pangka (1841–1856)
- Ba Ito (1856–1866; abdykował, zmarł 1870)

### Władcy Cenrany
- Tonalarung Mangiwang (władca Cenrany w Celebesie Południowym ok. 1500–1520)
- Puatta I Kuburu (ok. 1520–1550)
- Puatta I Battajana (ok. 1550–1570)
- Puatta I Naung Luyo (ok. 1570–1600)
- Tomatindo di Puasana (ok. 1600–1620)
- Tomelluang Ceraq (ok. 1620–1630)
- Puatta I Pappalang (ok. 1630–1650)
- Kunjung Barani (ok. 1650–1670)
- Tomatindo di Bembaga (ok. 1670–1690)
- Pakkating Puanna I Baku (ok. 1690–1700)
- Tomalling (ok. 1700–1720)
- Paccalo-calo (ok. 1720–1730)
- Todiallung di Siria (ok. 1730–1740)
- Tomatindo di Balitung (ok. 1740–1760)
- Arajang Matoa (ok. 1760–1780) [brat]
- Tomatindo di Tigas (ok. 1780–1800) [syn]
- Tomappelei Ganranna (ok. 1800–1820) [syn]
- Jalangkara (ok. 1820–1840) [zięć]
- I Samani (ok. 1840–1850) [syn]
- Mangamang (ok. 1850–1865) [brat]
- I Sabu (1865–1866) [syn Tomappelei Ganranny]
- Anranata (1866–1883)
- Tandiwali (ok. 1885–1889) [brat]
- I Merette (1892–1896) [wdowa]
- La Galigu (1896–1901) [syn]
- I Rukka lumu (1901–1907) [syn]
- Maq Pegiling (1907–1917)
- Andi Pawellae (1917–1949) [syn]

### Władcy Rappangu
- Werepu Linge (władczyni Rappangu na terenie Celebesu Południowego ok. 1500–1530)
- Wepawawoi (ok. 1530–1550) [córka]
- La Makkarawi (ok. 1550–1560)
- Songko Pulaweng (ok. 1560–1570) [wdowiec po Wepawawoi]
- Wecinnadio (ok. 1570–1590) [córka]
- La Pasampoi (ok. 1590–1595) [syn]
- La Pancaitana (ok. 1595–1600; władca Suppy) [wnuk La Makkarawi]
- Mallangkanae (ok. 1600–1607) [synowa]
- Wedangkau (ok. 1607–1620) [córka]
- Tone’e (ok. 1620–1650) [syn]
- Wetasi (ok. 1650–1670) [córka]
- Todani (ok. 1670–1700) [syn]
- La Tenri-tatta (ok. 1700–1730) [potomek La Pasampoi]
- La Toware (ok. 1730–1770) [syn]
- La We-tenri-onang (królowa ok. 1770–1800)
- La Maddinca Bettie (ok. 1800–1830) [syn]
- We Madditana (ok. 1830–1860) [córka]
- We Bangki (ok. 1860–1870) [córka]
- La Pangorseng (ok. 1870–1889) [wdowiec]
- La Sadapotto (1889–1905) [syn]
- I Njilitimo ru Baranti (1905–1908) [siostra]
- We Tenri (1911–1942; abdykowała; w Sawitto od 1940) [córka La Sadapotto]
- N.N. (1942–1951)

### Władcy Sidenrengu
- Manurunge-ri-Lowa (władca (adatuwang) Sidenrengu na terenie Celebesu Południowego ok. 1500–1520)
- Sukkumpulawenge (ok. 1520–1550) [syn]
- La Batara (ok. 1550–1570) [syn]
- La Pasampoi (ok. 1570–1600) [syn]
- La Pateddungi (ok. 1600–1608) [syn]
- La Patiroi (1608–1634) [syn]
- We Abeng (1634) [syn]
- La Makkaraka (1634–1671) [brat]
- La Suni Karaeng Massepe (1671–1675) [syn]
- Todani (ok. 1675–1681) [prawnuk La Patiroi]
- La Tenri-tippe Towalennae (1681-ok. 1700) [wnuk We Abenga]
- La Mallewai (ok. 1700–1720) [syn]
- Werakkia Karaeng Karunrung (ok. 1720–1740) [syn]
- Taranatie (ok. 1740–1760) [syn]
- Towappo Abdullah (ok. 1760-?) [brat]
- Lapawowoi Ali Albenu Abd al-Hakim (p. 1824)
- La Wawo (?–1837) [syn Towappo Abdullaha]
- Muhammad Ali La Pangoriseng (1837–1889) [wnuk Lapawowoi]
- Sumanga Rukka (1889–1904)
- La Sadapotto (1904–1905) [brat]
- Andi Cibu (1905–1949) [syn]

### SułtaniButonu
La Kilaponto (król Butonu (wyspa Butung) na terenie Celebesu Południowo-Wschodniego 1538–1584)
- Zależność od Gowy ?–1667
- La Tumparasi I Boleka (sułtan 1584–1591) [syn]
- La Sangaji Makingkuna (1591–1597) [brat]
- La Elangi Dajanu Ihsan ad-Din (1597–1631)
- La Balawo Abd al-Wahhab (1631–1632) [syn]
- La Buke Gafuru Wadudu (1632–1645)
- La Saparigan Mopaganapauna (1645–1647) [syn La Kilaponto]
- La Cola Mardana Ali (1647–1654; usunięty) [syn Ihsan ad-Dina]
- La Awu Malik Sirullah (1654–1664) [bratanek Ihsan ad-Dina]
- La Simbata Adil Rahim (1664–1669) [syn]
- La Tangkaradża I Lakambau (1669–1680) [syn Abd al-Wahhaba]
- La Tumpamana Zajn ad-Din (1680–1688) [syn Ihsan ad-Dina]
- La Umati Zija ad-Din Ismail (1688–1695) [prawnuk Ihsan ad-Dina]
- La Dinu Sajf ad-Din (1695–1702) [bratanek Gafuru Wadudu]
- La Rabaenga Sajfu Ridżali (1697)
- La Sadaha Szams ad-Din (1702–1709) [syn Zajn ad-Dina]
- La Ibi Nasr ad-Din (1709–1711) [syn Ismaila]
- Mu..ir ad-Din Abd ar-Raszid (1711–1712) [wnuk Gafuru Wadudu]
- Longkariri Saki ad-Din I Dar al-Alam (1712–1750) [syn Sajf ad-Dina]
- Laode Karambau Hamajat ad-Din Muhammad Saidi (1750–1752; usunięty) [syn Ismaila]
- La Hamim Saki ad-Din II (1752–1759) [syn Saki ad-Dina I]
- La Mani Rafi ad-Din (1759–1760) [stryj]
- Muhammad Saidi (2. panowanie 1760–1763; usunięty)
- La Dżampi Kaim ad-Din (1763–1788) [bratanek]
- La Wasalomu Alim ad-Din (1788–1791) [syn bratanka Sajfu Ridżalego]
- La Kopuru Mu..ji ad-Din (1791–1799) [wnuk bratanka Adil Rahima]
- La Ode Badaru Dajanu Azar ad-Din (1799–1823) [syn Kaim ad-Dina]
- La Ode Dani Anhar ad-Din (1823–1824) [syn Alim ad-Dina]
- Kaim ad-Din Muhammad Ajdrus (1824–1851) [syn Azar ad-Dina]
- Protektorat holenderski 1824–1921
- Kaim ad-Din Muhammad Isa (1851–1871) [syn]
- Kaim ad-Din Muhammad Salih (1871–1886) [brat]
- Kaim ad-Din Muhammad Umara (1886–1904) [potomek Szams ad-Dina]
- Muhammad Asiki Adil Rahim (regent 1904–1905; uzurpator 1905–1911) [prawnuk Alim ad-Dina]
- Dajanu Ihsana Kaim ad-Din Muhammad Husajn (1912–1913) [brat Umary]
- Sapati Abd al-Latif (regent 1913–1915) [syn Isy]
- Kaim ad-Din Muhammad Ali (1915–1921) [potomek Alim ad-Dina]
- Muhammad Szarif al-Anami Kaim ad-Din (1922–1924)
- La Ode Falihi (regent 1924) [syn regenta Sapati Abd al-Latifa]
- La Ode Hamidi Muhammad Hamid (1924–1937) [brat]
- La Ode Falihi (2. panowanie 1937–1959)
- Buton włączony do Indonezji 1959
- La Ode Manarfa Kaim ad-Din (sułtan tytularny 1959–1960; usunięty, zmarł 1999) [syn]

### Władcy Buolu
- Eato (władca Buolu na terenie Celebesu Południowego ok. 1540–1595)
- Pompang Lipu (ok. 1595–1633)
- Ndubu I (ok. 1633–1650)
- Donolangit (ok. 1650–1662)
- Todael (ok. 1662–1690)
- Buol pod zwierzchnością Gowy przed 1667
- Dokliwan (ok. 1690–1712)
- Makalalah (ok. 1712–1720)
- Daimakio (ok. 1720–1745)
- Pondu (ok. 1745–1770)
- Punu Bwulaan (ok. 1770–1778)
- Mangilalo (ok. 1778–1786)
- Kalui (ok. 1786–1795)
- Ndain (ok. 1795–1804)
- Datu Mino (ok. 1804–1810) [syn Kalui]
- Makoapat (ok. 1813–1818)
- Monimongalano(?) (ok. 1818–1820) [syn]
- Ndubu II (ok. 1820–1825) [syn]
- Taku Loe (ok. 1825–1830) [brat]
- Protektorat holenderski 1825/58–1905
- Datu Mula (ok. 1830–1843) [syn Ndubu II]
- Elam Sziradż ad-Din (ok. 1843–1857) [syn Taku Loe]
- Muhammad Nur Ala ad-Din (ok. 1857–1863; abdykował) [syn Muli]
- Muhammad Siradż ad-Din (1864–1890) [syn]
- Patrah Turungku (1890–1899) [syn]
- Datu Alam (1899–1914) [brat]
- Hadżdżi Ahmad Turungku (1914–1947) [syn Patrah Turungku]
- Muhammad Amin Allah (1947-?) [syn]

### Królowie Alitty
- Dom Manuel (król Lynty (Alitty) na terenie Celebesu Południowego przed 1544-po 1555)
- We Cella I (królowa przed 1600–1630)
- La Masora (ok. 1630–1650) [syn]
- We Ten-ri Lekke (ok. 1650–1680) [córka]
- We Cella II (ok. 1680–1700) [córka]
- La Pamessangi (ok. 1700–1740; władca Suppy) [syn]
- La Patasi (ok. 1740–1745) [syn]
- We Tasi Arung Ganrang (ok. 1745–1750) [synowa La Pamessangi]
- La Posi (ok. 1750–1760) [syn La Pamessangi]
- To Sibengare (ok. 1760–1800) [syn La Patasi]
- We Mapalewa (ok. 1780–1820) [córka]
- Muhammad Tahir (ok. 1820–1830) [wnuk We Tasi]
- Patta Lacabalai (ok. 1830–1859) [siostra]
- Arung Anipong (1859–1861) [siostra]
- We Ten-ri-Padarang (1861–1902; abdykowała) [wnuczka brata]
- La Pangorisang (1902–1905; usunięty, zmarł 1906) [syn]
- La Bode Karaeng-ri Jampu (1906–1908; gubernator Sulewatangu 1909–1919) [syn bratanka Aniponga]
- Alitta włączona do Sawitto 1908

### Władcy Sawitto
- La Putebulu (władca (adatuwang) Sawitto na terenie Celebesu Południowego przed 1544–1560; władca Suppy)
- Paleteangi (ok. 1560–1580) [syn]
- La Cellamata (ok. 1580–1610) [syn]
- La Pancaitana (ok. 1610–1620; władca Suppy) [syn]
- We Passulle Daeng Buleang (ok. 1620–1630) [córka]
- La Tenripau (ok. 1630–1665) [syn]
- La Tenritatta (ok. 1655–1670; władca Suppy) [syn]
- La Dongkong (ok. 1670–1678; władca Suppy) [syn]
- To Dani Daeng Citta Arung Bakka (ok. 1678–1681)
- N.N.(?) (1681–1730)
- La Patau (ok. 1770)
- Ahmad (ok. 1770–1820; władca Suppy)
- Fatima Daeng Matene (ok. 1820–1824) [córka]
- La Cebu (ok. 1831–1870) [brat]
- Pasulu Daeng Buleang (1870–1886) [córka]
- Palawagau Arung Patojo (1886–1902) [mąż]
- Andi Tamma (1902–1922) [syn]
- La Baeda (1922–1940) [siostra]
- Andi Tenri (1940–1942) [córka]
- Andi Calo (regent 1942–1950)
- Bau Rukiah (władczyni 1951-?) [z Bone]

### Władcy Balangnipy
- I Manyambungi Todilaling (władca Balangnipy na terenie Celebesu Zachodniego (region Mandar) ok. 1550–1565)
- Tomepajung (ok. 1565–1580) [syn]
- Todijallo (ok. 1580–1590) [brat]
- Daetta (ok. 1590–1615) [syn]
- Todigajang (ok. 1615–1620) [syn]
- Todiboseang (ok. 1620–1632) [brat]
- Tomatindo di Buri (1632–1636) [brat]
- Tomatindo di Satoko (1636) [brat]
- Tolambus (1636–1638) [syn Tomatindo di Burio]
- Tomatindo di Buttu (1638-po 1650) [syn Todiboseanga]
- Tomatindo di Langgaqna (po 1650–1670; usunięty) [syn Tomatindo di Satoko]
- Pammarica (ok. 1670–1675) [wnuk Daetta]
- Tomatindo di Langgaqna (2. panowanie ok. 1675–1694; usunięty)
- Tomate Malolo (ok. 1694–1695) [syn Tomatindo di Buttu]
- Tomatindo di Limboro (ok. 1695–1698) [wnuk Todiboseanga]
- Tokasiasi (ok. 1698–1700) [wnuk Todiboseanga]
- Tomatindo di Langgaqna (3. panowanie ok. 1700–1703)
- Tomatindo di Barugana (ok. 1703–1705; usunięty) [syn]
- Tomatindo di Tamangalle (ok. 1705–1710; usunięty) [syn Tomatindo di Limboro]
- Tomatindo di Pattinna (ok. 1710–1720; usunięty) [wnuk Tomatindo di Satoko]
- Tomatindo di Barugana (2. panowanie ok. 1720–1730)
- Tomatindo di Pattinna (2. panowanie ok. 1730–1740; usunięty)
- Daeng Manguju (ok. 1740–1745) [wnuk Pammaricy]
- Tomatindo di Pattinna (3. panowanie ok. 1745–1750)
- Tomatindo di Salassana (ok. 1750–1760) [syn Tomatindo di Baraguny]
- Tomappelei Musunna (ok. 1760) [brat]
- Tomessu Dikotana (ok. 1760–1765) [brat]
- Daeng Massikki (ok. 1765–1770) [brat]
- Daeng Paewai (ok. 1770–1775) [syn Tomatindo di Tamaangalle]
- Tomatindo di Binanga Karaeng (ok. 1775–1780) [syn Tomatindo di Baraguny]
- Tomatindo di Lanrisang (ok. 1780–1785) [wnuk Tomatindo di Limboro]
- Tomessu di Talolo (ok. 1785–1790) [syn Tomatindo di Tamaangalle]
- Tomattole Ganranna Puanna I alla (ok. 1790–1800) [syn Tomappalei Musuny]
- Tomappalei Pattujunna (ok. 1800–1805) [brat]
- Pakkacoco (ok. 1805–1810) [syn Tomatindo di Lanrisanga]
- Pakkalobang Calla Batupute Tomate Maccida (ok. 1810–1820) [syn Tomattole Ganranny]
- Tomonge Alelanna (ok. 1820–1840) [syn Tomappalei Pattujunny]
- Pangandang (ok. 1840–1845; usunięty) [wnuk Pakkacoco]
- Tomatindo di Marica (ok. 1845–1846; usunięty) [stryj]
- Tomessu di Mosso (ok. 1846–1847) [bratanek]
- Tomatindo di Marica (2. panowanie ok. 1847–1848)
- Pangandang (2. panowanie ok. 1848-?)
- I Kabong Tomatindo di Lekopadis (?–1850) [syn Pakkalobanga]
- Passaleppa Ammana I Bali (1850–1862) [syn Tomonge Alelanny]
- I Mannawari (1870–1871; usunięty) [syn]
- Tokape (1871- 1872; usunięty) [syn Kabonga]
- I Mannawari (2. panowanie 1873–1880; usunięty)
- Sanggarija Tonaung Anjoro (1880–1885; abdykował) [wnuk Tomonge Alelanny]
- I Mannawari (3. panowanie 1885–1906)
- I Lajju Tomatindo di Judda (1906–1927) [wnuk Pakkalobanga]
- Andi Baso Pabiseang (regent 1926–1929; władca 1929–1947; abdykował) [wnuk Tokape]
- Andi Depu (regentka 1950–1957) [wdowa]
- Balangnipa włączona do Indonezji 1957

### Władcy Tanette
- Puangwe (władca (datu(k)) Tanette na terenie Celebesu Południowego ok. 1550–1570)
- Datu Gollaja Lamarumpia (ok. 1570–1600)
- Topalannjari (ok. 1600–1620)
- Lamamula Daeng Limba (ok. 1620–1645)
- Ibrahim Daeng Matiring (ok. 1645–1672)
- Daeng Mattulu (ok. 1672–1677) [syn]
- I Mappajanci Daeng Matajan Kasim (ok. 1677–1716) [brat]
- We Pattekketana Daeng Tanisanga (1716–1735) [córka]
- Jusuf Fachr ad-Din (1735–1747) [wnuk]
- Ajsza Bagdżat ad-Din (1747–1776) [siostra]
- Abd al-Kadir Muhji ad-Din (1776–1807) [syn]
- Daturincita (regentka 1807–1814) [wdowa]
- Abd Allah (1814–1824; usunięty) [syn]
- Daeng Taisang (1824; usunięta) [córka Abd al-Kadira]
- Abd Allah (2. panowanie 1824–1825; usunięty)
- Protektorat holenderski 1824–1946
- Daeng Taisang (2. panowanie 1825–1827; usunięta)
- Abd Allah (3. panowanie 1827–1840; usunięty, zmarł 1844)
- La Rumpang (1840–1855) [prawnuk Ajszy]
- We Tenri Olle (1855–1910) [wnuczka]
- I Pancaitana Bunga Walie (1910–1926) [córka]
- I Pateka Tana (1926–1927) [siostra]
- Andi Baso (1927–1950) [bratanek]
- Tanette włączone do Indonezji 1950
- Andi Iskandar (1950–1960) [wnuk I Pateki Tany]

### Władcy Kendahe
Dynastia Maguindanao
- Wangania (władca Kendahe w północnej części Celebesu Północnego ok. 1570–1600) [syn Ahmada]
- Egaliwutang (ok. 1600–1640) [brat]
- Datu Buisang (ok. 1640–1688) [syn]
- Szam Szabalan (ok. 1688–1711) [syn]
- Johannes Karambut I (1711–1729) [brat]
- Andries Manabung (1729–1769) [bratanek]
- Manuel Manabung (1771–1793) [syn]
- Johannes Karambut II (1793–1827)
- Frederik Karambut (1827–1845) [syn]
- Daniel Petrus Ambat Janis (1845–1893) [syn]
- Soleman Ponto (1893–1919)
- Panowanie Tahuny 1919–1949
- Afdeeling Karambut (1949–1955)

### KrólowieBanggai
- Abd al-Jabar (król Banggai na terenie Celebesu Środkowego ok. 1580–1590)
- Zależność od Ternate ok. 1580-?
- Abul-Kasim I (ok. 1590–1595) [syn]
- N.N. (Mumbu (pośmiertne imię) doi Tapa) (ok. 1595–1600)
- N.N. (Mumbu doi Pangkola) (ok. 1600)
- Mandapar (ok. 1600–1625) [syn Abd al-Jabara]
- N.N. (Mumbu doi Kintom) (ok. 1625–1650) [syn]
- N.N. (Mumbu doiBenteng) (ok. 1650–1670) [brat?]
- Mulang (ok. 1670–1680; usunięty) [syn N.N. (Mumbu doi Kintoma)]
- N.N. (Mumbu doi Mendono) (1680–1741) [syn N.N. (Mumbu doi Bentenga)]
- Abul-Kasim II (1741–1749) [syn Mulanga]
- N.N. (Mumbu doi Padongko) (1749–1773) [wnuk N.N. (Mumbu doi Mendono)]
- Mandaria (1773–1782; usunięty) [syn]
- (?) (1782–1783)
- Mandaria (2. panowanie 1784–1807/8)
- Atondeng (1808–1829; usunięty) [brat]
- Aagama (1829–1847; usunięty) [wnuk brata]
- Lauta (1847-?) [prawnuk Mulanga]
- Taja (?–1852; usunięty) [brat]
- Tatu Tanga (1852–1856) [wnuk Mandarii]
- Suwak (1858–1870) [syn Atondenga]
- Nurdin (1870–1880) [syn Lauty]
- Abd al-Aziz (1882–1901; usunięty, zmarł 1904) [brat]
- Abd ar-Rahman (1901–1922; abdykował) [wnuk NN]
- Amal ad-Din (1925–1940) [syn Suwaka]
- Sukuran Amir (1940–1959; usunięty) [syn bratanka Nurdina]
- Banggai włączone do Indonezji 1959

### Władcy Pamboangu
- Tamerora Saba (władca Pambauangu na terenie Celebesu Południowego ok. 1600–1620)
- Tomelaki Bulawang (ok. 1620–1650) [syn]
- Daetta Ri sappu (ok. 1650–1670) [syn]
- Tomatindo Ri agamana (ok. 1670–1690) [syn]
- Tomassawe di Kappala (ok. 1690–1720) [syn]
- Tomatindo di Wata (ok. 1720–1750) [syn]
- Tomepajung Pattola (ok. 1750–1780) [córka]
- Kapuang (ok. 1780–1800) [syn]
- Puanna I Aso (ok. 1800–1820) [córka]
- Pagandang (ok. 1820–1840) [syn]
- I Jati labalu Malotong (władczyni ok. 1840–1845)
- I Maddusila (ok. 1845–1850; usunięty) [syn Pagandanga]
- I Saeni (ok. 1850–1855)
- Jalangkara z Cenrany (ok. 1855–1860) [brat]
- I Maddusila (2. panowanie ok. 1860–1866)
- I Latta (1866–1907; usunięty) [syn]
- Simanange Pakkarama (1907–1920) [syn]
- Andi Batari (1920–1934; abdykowała) [wdowa]
- Andi Tonri Lipu (1934–1949/52) [syn]

### Władcy Kaidipangu
Dynastia Korumpotów
- Pugu-Pugu Datu Binangkol Korumpot (władca Kaidipangu we północno-wschodniej części Celebesu Północnego ok. 1677–1700)
- Tiaha I (ok. 1700–1710) [syn]
- Dadoali (ok. 1710–1720) [brat]
- Phillips (ok. 1720–1729) [brat]
- Piantai (ok. 1729–1740) [syn Tiahy I]
- Antogia I Korumpot (ok. 1740–1763) [syn]
- Gonggala I Korumpot (1763–1770) [brat]
- Tatu (1770–1817) [syn]
- Toruru Korumpot (1817–1835) [syn]
- Protektorat holenderski 1824–1889
- Tiaha II Korumpot (1835–1863; usunięty) [syn]
- Muhammad Nurdin (1863–1865/6) [brat]
- Gonggala II (1865/6–1898) [brat]
- Lui (1898–1903) [syn]
- Antogia II (1903–1910) [brat]
- Dadoali (regent 1910–1912) [syn Luisa]
- Ram Suit (1912–1950; usunięty, zmarł 1954; władca Bolang-Itang)

### Władcy Mamuju
- Latonjuji (władca (maradia) Mamuju na terenie Celebesu Południowego przed 1700–1720)
- Protektorat holenderski 1674–1757
- Tammajameng (przed 1720–1750) [wnuk]
- Matendo di Puasanna (ok. 1750–1770) [syn]
- Kundżung Barani (ok. 1770–1800) [syn]
- Puatta Karena (po 1800–1820) [prawnuk]
- Ammana Kombi (ok. 1820–1840) [syn]
- Protektorat holenderski 1825–1906
- Tomappelei Kasu Ditana (ok. 1840–1860) [bratanek]
- Panre (ok. 1860–1870) [syn]
- Nai Latang (ok. 1870–1890) [wdowa]
- Nai Sukur (przed 1890–1895) [syn]
- Karanene (1895–1908; abdykował) [zięć]
- Jalalu Amana Inda (1908-?) [syn Sukura]

### Władcy Enrekangu
- Takkebukku (władczyni Enrekangu w południowo-zachodniej części Celebesu Południowego ok. 1720–1740)
- Kota (ok. 1740–1760) [córka]
- Bissu Tonang (ok. 1760–1780) [córka]
- Andi Mappatunru (ok. 1780–1810) [syn]
- Muhammad Jusuf (ok. 1810–1830) [syn]
- Toalala (ok. 1830–1860) [bratanek]
- Patta Baso (ok. 1860–1885) [syn]
- La Manlua (ok.1885)
- Andi Tonang (ok. 1855–1895) [córka Patty Baso]
- Andi Pancai-tana Bemga Wahi (ok. 1895–1915) [syn]
- Patta Ahmad (1915–1934; abdykował) [prawnuk Patty Baso]
- Andi Muhammad Tahir (1934–1950) [potomek Toalaly]
- Ikbal Mustafa (1998-dziś)

### Władcy Bintuany
- Tendeno (królowa Bintuany na terenie Celebesu Południowego ok. 1730–1740) [córka Bumbulo, króla Suwawy]
- Bauda (ok. 1740–1750)
- Talu-e-dau (ok. 1750–1755; radża Kecilu)
- Talu-e-kiki (ok. 1755–1757)
- Panowanie Gorontalo 1757–1777
- Muhammad Zajn Buingi (1777-?)
- Bintuana włączona do Suwawy 17??

### Królowie Bintauny
- Nieznani królowie (przed 1735–1910)
- Muhammad Toraju Datun Solang (król Bintauny na terenie Celebesu Północnego 1910–1949)
- Jan A.R. Datun Solang (regent 1949–1958)

### Władcy Banawy
- I Dewale (radża Banawy (Donggali) na terenie Celebesu Środkowego ok. 1750–1780)
- Daesiampu (ok. 1780–1800)
- Sanggedogie (ok. 1800–1820) [syn]
- Labugie (regent ok. 1820–1830) [brat]
- I Sompa (ok. 1830) [syn]
- La Sahanawa (1830/44–1888) [syn Sanggedogie]
- La Makagili Tomedoda (1888–1901; usunięty) [syn Labugie]
- Lamarauna (1901–1916) [syn La Sahanawy]
- Lagaga (1916–1932; usunięty) [bratanek]
- La Ruhana (1937–1947) [syn Lamarauny]
- Rada regencyjna 1947–1959

### Władcy Batulappy
- Puang Baso I (władca (aru) Batulappy na terenie Celebesu Zachodniego po 1750–1780)
- Puang Buttukanan Wellangrungi (ok. 1780–1800) [syn]
- Puang Mali Conra (ok. 1800–1840) [syn]
- Semagga (ok. 1840–1862) [syn]
- Puang Pondi Luwu (ok. 1862–1880) [syn]
- Puang Mosang Andi Baso II (po 1880–1886) [bratanek Semaggi]
- Andi I Coma (1886–1941) [bratanek]
- Andi Tanri (1941–1950) [wnuk]
- Puang Tarokko Padiring (1950-?) [syn bratanka Pondi Luwu]

### Władcy Maluwy
- Patta Duri (władca (aru) Maluwy na terenie Celebesu Południowego po 1750–1780)
- Głowa Federacji Duri (Alla, Buntu, Batu i Maluwa) 17??–18??
- Patta Salassa (ok. 1780–1800) [syn]
- Tandi (ok. 1800–1820) [syn]
- Sira (ok. 1820–1840) [brat]
- Silassa (ok. 1840–1870) [syn Tandi]
- Patta Siratang (ok. 1870-?) [syn]
- Assang (?–1890) [brat]
- La Gali (1890–1917) [syn]
- La Parang Barana Lolo (1917–1934; abdykował) [kuzyn]
- Tambone (1934-?) [syn]

### Władcy Mori
- Sungkawawo (władca Mori na terenie Celebesu Środkowego ok. 1750–1780)
- Mohi (ok. 1780–1810) [syn]
- Ngarindi (ok. 1810–1850) [syn]
- Lawolio (ok. 1850–1870) [syn]
- Tusaleko (ok. 1870–1890) [syn]
- Marunda (ok. 1890–1907) [syn]
- Ede (1907–1926)
- Owulu (1926–1942; usunięty) [syn Marundy]
- Besau Marunduh (1942–1945; usunięty) [syn]
- Owulu (2. panowanie 1945–1950)

### Władcy Bolang-Itang
Dynastia Pontoh
- Salmon Muda Pontoh (władca (penghulu) Bolang-Itang na terenie Celebesu Północnego 1770–1823; przybrał tytuł radży 1793)
- Daud (1823–1863; usunięty) [syn]
- Israel Pontoh (1863–1876; usunięty) [syn]
- Interregnum 1876–1880
- Togupau Pontoh (1880)
- Pade (1881–1882; usunięty) [brat]
- Suit Pontoh (1882–1883)
- Bonji (1883–1907; abdykował) [wnuk Salmona]
- Sinjo (regent 1907–1910) [syn]
- Ram Suit Pontoh (1909–1912; władca Kaidipangu od 1912) [syn Suita]
- Bolang -Itang włączony do Kaidipangu 1912

### Władcy Palu
- Pue Nggori (władca Palu na terenie Celebesu Północnego ok. 1780–1800)
- I Dato Labungudili (ok. 1800–1820) [syn]
- Malasigi Bulupalo (ok. 1820–1830) [bratanek]
- Daelangi (ok. 1830–1840) [kuzyn]
- Jololemba (ok. 1840–1842) [syn]
- Muhammad Lamakaraka (ok. 1842–1876) [syn Malasigi Bulupalo]
- Jodżokodi Tomesiema (1876–1906) [syn]
- Parampasi (1906–1918) [syn]
- Janggola (1921–1945) [bratanek]
- Rada regencyjna 1945–1950

### Władcy Sigi-Dolo-Biromaru
- Bakulu (władca Sigi w centralnej części Celebesu Północnego po 1780–1800)
- Sairali Intobongo (ok. 1800–1810) [córka]
- Tanjalubu (ok. 1810) [brat]
- Danittingi z Dolo (ok. 1810) [żona]
- Mewanalemba (ok. 1820) [syn Sairalego]
- Pue Bua (ok. 1840) [córka]
- Mogara z Dolo (władca Sigi, Dolo i Biromaru ok. 1840) [mąż]
- Garuda z Dolo (ok. 1860) [syn]
- Tondalabua z Sigi (ok. 1860) [bratanek Mewanalemby]
- Bakakeku z Dolo (ok. 1870) [żona]
- Lolontamene (ok. 1880) [syn]
- Intobonga z Sigi (ok. 1880) [żona]
- Masiri (ok. 1892–1907; władczyni Biromaru od 1906) [syn]
- I Tondai (władczyni 1907–1915; władczyni Biromaru)
- Lamakarate (1915–1936) [syn adoptowany; bratanek]
- Lamasaera (19368–1951) [bratanek Masiriego]

### Władcy Alli
- Manang (władca (aru) Alli w południowo-zachodniej części Celebesu Południowego po 1800–1830)
- Mappa (ok. 1830–1850) [syn]
- Patta Mataelo (ok. 1850–1860) [syn]
- Mangke (ok. 1860–1880) [brat]
- La Taha (ok. 1880–1900) [syn Patty Matadeo]
- Kabe (ok. 1900–1909) [wdowa]
- I Lorong (ok. 1909–1913) [potomek Mappy]
- La Wello I Jina Bantl (1913–1934; abdykował) [syn]
- Pasanrangi (1934–1950) [syn]
- Alla włączona do Indonezji 1950

### Władcy Buntu Batu
- Patta Tomatua (władca (aru) Buntu Batu w południowo-zachodniej części Celebesu Południowego po 1800–1830)
- Patta Masiai (ok. 1830–1840) [syn]
- Patta Malendung (ok. 1840–1860) [brat]
- Patta Bataban (ok. 1860–1880) [syn]
- N.N.(?) (ok. 1880–1900)
- Anggoro (ok. 1900–1909) [wnuk Patty Batabana]
- La Buttu (ok. 1909–1920) [potomek Patty Malendunga]
- Bangon (1920-po 1940) [syn]
- Jalante (po 1940-?) [syn Anggoro]

### Władcy Kulawi
- Tempere (władca Kulawi na terenie Celebesu Środkowego po 1800–1830)
- Balo (ok. 1830–1850) [syn]
- Paloigi (ok. 1850–1880) [córka]
- Potempa (ok. 18801900) [syn]
- Mesagala (ok. 1900–1906)
- Tomai Rengke (1906–1910; abdykował) [syn Potempy]
- Tomampe (1910–1918) [bratanek]
- Lakuntu (1918–1920)
- Jiloe (1920-po 1950) [wnuk Potempy]

### Władcy Binuangu
- Daeng Mallijunggang (władca (aru Binuang) Binuangu pod zwierzchnością Sidenrengu na terenie Celebesu Zachodniego po 1820-po 1840)
- Mattoangi Daeng Mangiri di Binjuang (przed 1845-po 1880)
- Aru Ammasangan (po 1880–1888) [wdowa]
- La Magga Daeng Silasa (1888–1903) [syn]
- Majalekka Daeng Patompo (1905–1917) [syn]
- Andi La Pa Enrongi Aradżang Cappung (1918–1929; abdykował) [brat]
- La Matulada Puanna Saleng (1929–1950) [syn]
- La Magga (1950-?) [brat]

### Władcy Moutongu
- Sappewali (władca Moutongu na terenie Celebesu Środkowego ok. 1820-po 1840; zmarł po 1878)
- Manggalatu (przed 1845–1881) [zięć]
- Pondatu (1881) [syn]
- Tambolotutu (1881–1896) [bratanek]
- Daeng Malino (1896–1906; abdykował)
- Borman (1906–1923; usunięty) [syn Pondatu]
- Kepdeampang Tomino (1923–1925)
- Hadżdzi Saenso Lahija (regent 1925–1928/9) [potomek Manggalatu]
- Hadżdżi I Kuti Pawa Dae Malisa (1929–1959; usunięty)
- Rada regencyjna 1945–1949
- Hadżdżi I Kuti Pawa Dae Malisa Malisa (2. panowanie 1949–1963)

### Władcy Tapalangu
- Gunung (władca (maradia) Tapalangu w południowo-zachodniej części Celebesu Południowego w regionie Mandar ok. 1820–1850)
- Tomappelei Asuginna (ok. 1850–1860) [syn]
- Puwa Caco Tomanggang Gagallang Patta-ri Malunda (ok. 1860–1867; usunięty) [zięć]
- Nai Sukur (1867–1889; abdykował, zmarł 1895) [wnuk Tomappelei Asuginny]
- Pabanari Daeng Natonga (1889–1892; usunięty) [syn Puwy Caco Tomangganga]
- Andi Musa Paduwa Limba (1892–1908; abdykował) [bratanek]
- Bustari Patana Lantang (1908–1934; abdykował) [prawnuk Tomappelei Asuginny]
- Abd al-Hawid (regent 1934–1936; władca 1936-?) [syn bratanka Nai Sukura]

### Władcy Majene
- I Nimbang (władca Majene na terenie Celebesu Zachodniego ok. 1830–1840) [wnuk Tomappalei Pattujunny, władcy Balangnipy]
- I Nyarring (ok. 1840-?) [wnuk Tomappalei Pattujunny, władcy Balangnipy]
- La Tenribali Tomate Puabang (?–1867) [wnuk Tomonge Alelanny, władcy Balangnipy]
- I Sanggaria (1867–1874; usunięty) [syn I Njarringa]
- I Sangkilang (1874–1889)
- I Juwara (1892–1907) [kuzyn]
- Rammang Patta Lolo (1907-po 1950) [syn]
- Andi Tonra (po 1950–1962; w Bupati 1960–1962)

### Władcy Tawaeli
- Daemasia Pue Kurukire (władczyni Tawaeli na terenie Celebesu Środkowego ok. 1830–1860)
- Supelemba (po 1860–1873) [wnuk]
- Angge Bodu Tome Tangu (1873–1900) [brat]
- Jailangkara Mangge Dompo (1900–1905) [bratanek]
- Lamarauna z Donggali (1905–1910)
- Labulemba Papa I Jolo (1910–1912) [brat Dżailangkary]
- Jotolemba (1912–1926)
- Muhammad Jusuf (regent 1927–1931)
- Lamakampale (1931-po 1940) [syn Jailangkary]

### Władcy Tojo
Dynastia Bone
- N.N. (władca (djena) –jo pod zwierzchnością Ternate w centralnej części Celebesu Środkowego przed 1838–1850)
- Jupandan (ok. 1850–1870) [syn?]
- Lasaero (ok. 1870–1887) [syn]
- Lariu (1887–1902)
- Protektorat holenderski 1887–1942
- Pagare (regent 1902–1906)
- I Raja (1906–1914)
- Salosso (1914–1915; usunięty) [bratanek Lariu]
- Muslaeni (1915–1926; abdykował) [zięć I Raji]
- Tanjombulu (1926–1942) [syn bratanka]

### Władcy Biromaru
- Pue Dai (władczyni Biromaru na terenie Celebesu Północnego ok. 1860–1880)
- Mpangipi (ok. 1880–1890) [wnuczka]
- Jahasia (ok. 1890–1906) [syn]
- I Tondai (1906–1907) [córka]
- Biromaru zjednoczone z Sigi-Dolo 1907

### Władcy Maiwy
- La Calo (władca (aru) Tapalangu na terenie Celebesu Południowego przed 1864–1890)
- La Pakanteng Muhammad Ali (1890–1905/9) [syn]
- La Sappewali (1905–1907; abdykował)
- La Polti Andi Duwa (regent 1909–1910; abdykował)
- La Coke (1910–1913; usunięty)
- Rada regencyjna 1913
- La Sini (1913–1918) [brat La Sappewalego]
- La Naki (1918–1920; abdykował) [syn La Calo]
- La Cori (1922–1925; usunięty) [bratanek La Siniego]
- La Oga (1925–1926; abdykował) [syn La Coke]
- La Ori (regent 1926–1927; abdykował) [wnuk La Pakantenga]
- La Sassu (1927–1950; regent do 1928)
- Maiwa włączona do Indonezji 1950

### Władcy Kassy
- Andi Samang (władca (aru Kassa) Kassy na terenie Celebesu Zachodniego ok. 1880–1897)
- Buabara (1897–1940; abdykowała) [córka]
- Coppo (1940–1952; regent od 18
- Buabara (1897–1940; abdykowała) [córka]
- Coppo (1940–1952; regent 1936–1940) [syn]

### Władcy Soppenggriaji
- Baso Patta Bau Lampoko (władca (datuk) Balusu ?–1906)
- Andi Tobo Patta Lenrang (władca (aru) Kiru ?–1906; władca (datuk) Soppenggriaji na terenie Celebesu Południowego 1906–1920)
- Soppenggriaja powstaje przez połączenie Balusu, Kiru i Kamiri 1906
- Andi Mandiawe (1920–1932; abdykował) [syn]
- Hadżdżi Jusuf (1932-?) [brat]

### Władcy Bungku
- Abdul Wahab (radża Bungku na terenie Celebesu Środkowego przed 1900–1923)
- Ahmad (1923–1931)
- Abdul Razak (1931-?)

### Władcy Malusetasi
- I Samatana (władczyni (aru) Malusetasi (Nepo) na terenie Celebesu Południowego 1906–1917) [wdowa po Sumandze Rukka, władcy Sidenrengu]
- I Makung (władczyni 1917–1932)
- Andi Calo (po 1932-po 1950)

### Władcy Una-Una
- Muhammad (władca Una-Una na terenie Celebesu Środkowego 1916–1925)
- Lapalege (1925-po 1940)

## WładcySangihe(Celebes Północny)

### Władcy Siau
- Lokongbanua (radża Siau 1510–1549)
- Jeronimo Pasumah (1549–1587) [syn]
- João Wuisang (1587–1591) [syn]
- Jeronimo Winsulangi (1591–1624) [syn]
- Juan (1624–1637) [syn]
- Ventura Pinto de Morales (ok. 1637–1660) [syn]
- Francisco Xavier Batahi (ok. 1660–1678) [brat]
- Monasehiwu (1678–1687) [syn]
- Jacobus Rarame Nusa (ok. 1687–1703) [brat]
- David Xaverius (1703–1714) [brat]
- Daniel Jacob Lehintundali (1714–1751) [brat]
- Ismail Jacobsz (1752–1786) [syn]
- Ericus Jacobsz (1786–1790) [syn]
- Umboliwutang (1790–1821) [brat]
- N.N.(?) (1821–1890)
- Lemuel David (regent 1890–1895)
- N.N.(?) (1895–1947)
- Charley David (1947–1956)

### Władcy Tabukanu
- Macaampo (władca Tabukanu ok. 1530–1575)
- Pahawuateng I (ok. 1578–1610) [syn]
- Gama (ok. 1610-?; radża od ok. 1640) [syn]
- Uda I (?–1700) [syn]
- Matheus Franciscus Macaampo (ok. 1700–1718) [syn]
- Jacob Marcus Dalero (1718–1722) [brat]
- Don Philip Macaampo (1722–1757) [syn Mateusza Franciszka]
- David Johan Philip Macaampo (1757–1782) [wnuk Jakuba Marka]
- Henryk Daniel Paparang (Pahawuateng II) (1782–1785) [syn bratanka Udy I]
- Willem Alexander Paparang (Uda II) (ok. 1785–1847) [syn]
- Jacob Nicolaas Paparang (ok. 1847–1851) [syn]
- Hendrik David Paparang (1851–1880) [syn]
- Herman Ahogho Paparang (regent 1880) [brat]
- N.N.(?) (1880–1892)
- David Jonathan Papukule Sarapil (regent 1892–1898; radża 1898–1922) [potomek Philipa]
- Willem Alexander Kahendage Sarapil (1922–1929; usunięty)
- Lefinus Israel Petrus Macpal (1929–1944)
- Umar Muhammad z Gorontalo (1944–1946)
- Willem Alexander Kahendage Sarapil (2. panowanie 1946–1948; usunięty; władca jako Kepala Daerah w Sangihe-Talaud 1948–1953)
- Rudolf A. Tasiu (1949–1951)

### Władcy Tahuny
- Tatehewoba (radża Tahuny ok. 1580–1625)
- Wuntuang (ok. 1625–1665) [syn]
- Don Martin Tatandangnusa (ok. 1665–1691) [syn]
- Takaulimang (ok. 1691–1705) [wnuk Tatehewoby]
- Zacharias I Papahang Sulung Paparang (1705-?) [syn]
- Cornelis Paparang (1736–1747) [syn]
- Dirk Rasubala (1747–1756)
- Zacharias II Paparang (1757–1779)
- Zacharias III Dirk Rasubala (1779–1800) [syn Cornelisa]
- Tabaleta Rasubala (1800–1820)
- Jacob Rasubala Saraweta (1820–1841)
- Egenus Laurens I Tamarol (1841–1858)
- Walanda Jacob Rasubala (1858–1870)
- A. T. Rasubala Limampulo (1870–1875)
- Egenus Laurens II Tanaru Rasubala (1878–1887)
- N.N. (1887–1896; radża Tahuny i Kendahe od 1893/1903)
- Solemon I Tawondai Dumalang (1896–1902)
- Marcus Mohonis Dumalang (1902–1905) [syn]
- Solemon II Ponto (1905–1914)
- Christian Ponto (1914–1929) [syn]
- W.M.P. Mocodompis (1929–1930)
- Albert Bastiaan (1930–1939)
- Engelhard Bastiaan (1939–1942) [syn]
- Umar Muhammad (regent 1942–1945)
- Frederik Imanuel Adriaan (regent 1945–1949; usunięty, zmarł 1970)
- Afdeeling Karambut (regent 1949–1955)

### Władcy Tagulandangu
- Ratu Lohoraung (władczyni Tagulandangu ok. 1590–1609)
- Balango (1609–1645/9) [wnuk]
- Ratu Wawiosi Bawias (1649–1675) [wnuk]
- Philip Anthoniszoon Aralungnusa (1675–1720) [syn]
- Johannis Batahi Jacobus Manihise (1720–1753) [bratanek]
- Andries Tamarol (1755–1782)
- Cornelis Tamarol (1782–1798) [syn]
- Philip Jacobszoon (1798–1820)
- Johannes Philip Jacobszoon (1820–1842) [syn]
- Frederik Philip Jacobszoon (1843–1851) [syn]
- Lukas Philip Jacobszoon (1851–1871) [syn]
- Christiaan Matheoszoon (1871–1885)
- Salmon Bawole (1885–1901)
- Laurentius Manuel Tamara (1901–1912)
- Cornelis Tamaleroh (1912–1917)
- A.J.K. Bogar (1917–1918)
- Lalhad (1918–1919) [kuzyn]
- L.N. Kansil (1920–1922) [kuzyn]
- Hendrik Philip Jacobs (1922–1935)
- Willem Philip Jacobs (1937–1944) [syn]
- Philip Willem Jacobs (1944–1951) [syn]

### Władcy Manganitu
- Tolo (radża Manganitu ok. 1595–1625)
- Tompo (1625–1660) [syn]
- Santiago (ok. 1666–1675) [syn]
- Carlos Piantai (1675–1722) [brat]
- Martin Takaengetang (1675–1722) [praprawnuk Tolo]
- Jacob Lazarus (1722–1750) [syn]
- Daniel Katiandago (1750–1771) [bratanek Martina]
- Salomon Katiandago (17571–1794) [syn]
- Manuel Mocodompis I (1794–1806) [wnuk Jacoba Lazarusa]
- Darunu (ok. 1806–1816) [wnuk Daniela]
- Bagunda (ok. 1816–1817) [brat]
- Bastian Jacob Tamarol (ok. 1817–1845)
- C.J.L. Tamarol (ok. 1845–1855)
- Jacob Laurens Tamarol (1859–1860) [syn]
- Manuel Mocodompis II (1864–1880) [wnuk Manuela I]
- Lambert Ponto (regent 1886–1892) [syn]
- Johannis Mocodompis (1892–1905)
- Willem Manuel Pandensolang Mocodompis (1905–1944; usunięty, zmarł 1945)
- Willem Kansil (1944) [szwagier]
- Ambon Darondo (1946–1949)